# Laglott
Laglott är en lagstadgad rätt för bröstarvinge att ärva hälften av sin arvslott. som stadgas i Ärvdabalken 7 kap. 1 §.
Genom denna bestämmelse anses att bröstarvinge fått skydd för åtminstone hälften av vad bröstarvingen skulle ha rätt till enligt lag.
Har laglotten kränkts genom testamente måste bröstarvingen påkalla jämkning av testamentet. Påkallan (begäran) om jämkning ska framställas inom sex månader efter det han fått ta del av delgivning av testamentet. Testamente ska nämligen delges arvinge genom överlämnande av testamentshandlingen i bestyrkt avskrift. Bröstarvinge kan också väcka klandertalan inom sex månader.
Bröstarvinge, som inte inom sex månader efter det han erhöll del av testamentet påkallat jämkning genom att giva testamentstagaren sitt anspråk tillkänna eller genom att väcka talan mot honom, har förlorat sin rätt. Påkallande om jämkning kan ske formlöst genom att bröstarvingen underrättar testamentstagaren om sitt krav på att få ut laglott.
Om arvlåtaren lämnat gåva eller gåvor vars verkan är de samma som om testamente upprättats och dessa gåvor inkräktat på laglotten så ska samma regler som vid testamente gälla. Motsvarande del av gåvan ska återbäras. Vid laglottens beräkning skall värdet av den bortgivna egendomen läggas till kvarlåtenskapen. Talan måste väckas inom ett år efter det bouppteckningen efter arvlåtaren avslutades.
Frågan om gåva till syftet är att likställa med testamente har prövats av Högsta domstolen i NJA 1998 s. 534.

## Fotnoter
1. ↑  7 kap. 1 § Ärvdabalken (1958:637)
2. ↑  7 kap. 3 § Ärvdabalken (1958:637)
3. 1 2  7 kap. 3 § 3 stycket Ärvdabalken (1958:637)
4. ↑  14 kap. 4 § Ärvdabalken (1958:637)
5. ↑  14 kap. 5 § Ärvdabalken (1958:637)
6. 1 2  7 kap. 4 § Ärvdabalken (1958:637)
7. ↑  7 kap. 4 § 2 stycket Ärvdabalken (1958:637)
8. ↑  NJA 1998 s. 534